# Medžimurski konj
Medžimurski konj (hrvaško međimurski konj, madžarsko muraközi ló, nemško Murinsulaner) je pasma hladnokrvnega domačega konja iz Hrvaške, nastala v 19. stoletju v Medžimurju s križanjem noriškega ardenskega, peršeronskega, brabantskega in hrvaškega konja.
Medžimurski konj ima zelo močan telesni ustroj, a je kljub temu hiter in dinamičen. Je učljiv, pokoren in poslušen konj velike nosilnosti.
V 19. in 20. stoletju je bil zelo razširjen v Karpatskem bazenu, veliko se je uporabljal v težki industriji, pa tudi kmetijstvu in prevozništvu. V Prekmurju naj bi imel svojega medžimurca skoraj vsak kmet. Po priključitvi Prekmurja so kmetje konje kupovali iz sosednje Madžarske.
V drugi svetovni vojni je 80% konjev na Madžarskem poginilo, tudi pri medžimurskem konju naj bi bile velike izgube. Preostale konje so križali z belgijskimi konji, zaradi česar so čistopasemske živali danes redke. Uradno je bil medžimurski konj nekaj časa uvrščen med izumrle pasme, nakar je Narodni park Őrség na Madžarskem spet začel gojiti medžimurskega konja v 2000. letih. Danes imajo veliko kobilarno v Železni županiji, a je kljub temu konjev te pasme še zmeraj malo.